# Mythimna macrosaris
Mythimna macrosaris es una polilla de la familia Noctuidae endémica de Kauai, Oahu, Molokai y Hawái.
Las larvas se alimentan principalmente de Baumea meyenii, pero también se han registrado en Paspalum conjugatum, pajonal (tusoc) y caña de azúcar.
La oruga a menudo se pueden encontrar en las hojas de su huésped o escondidos en las hojas secas y basura en su base. Las orugas se convierten en pupas en alrededor de un mes a partir de la eclosión de los huevos. La oruga madura es de 42 a 45 mm.
La pupa se entierra debajo de la superficie de la tierra, o debajo de la basura. Mide 22 mm de largo y 6,5 mm de espesor. La etapa de pupa dura aproximadamente tres semanas.